# Palais épiscopal de Lisieux
Ce monument est l'ancien palais épiscopal de Lisieux, en France, devenu palais de justice.

## Localisation
L'ancien palais épiscopal est situé dans le département français du Calvados, sur la commune de Lisieux, sur la place Thiers avec aile contigüe à la cathédrale Saint-Pierre.

## Historique
En brique et en pierre, il est construit en 1680 pour Léonor II Goyon de Matignon, évêque de Lisieux.
De 1864 à 2002, l'aile qui fait face au jardin public abrite les fonds de la bibliothèque municipale, jusqu'à l'ouverture de la médiathèque André-Malraux.
La sous-préfecture est installée dans une partie des bâtiments à partir de 1799, jusqu'à son déménagement pour le couvent des Dominicains en 1857.
La gendarmerie est installée[Quand ?] dans une partie des bâtiments.
Après la séparation de l'Église et de l'État, le palais épiscopal devient le palais de justice jusqu'en octobre 2020.
L'aile bordant la rue Condorcet abrite la prison, jusqu'à la construction d'une nouvelle ouverte en 1906, boulevard Nicolas Oresme. Cette aile abrite ensuite le bureau de poste principal à partir de 1912.
Les bâtiments de l'ancien palais sont classés au titre des monuments historiques par arrêté du 16 mars 1921.

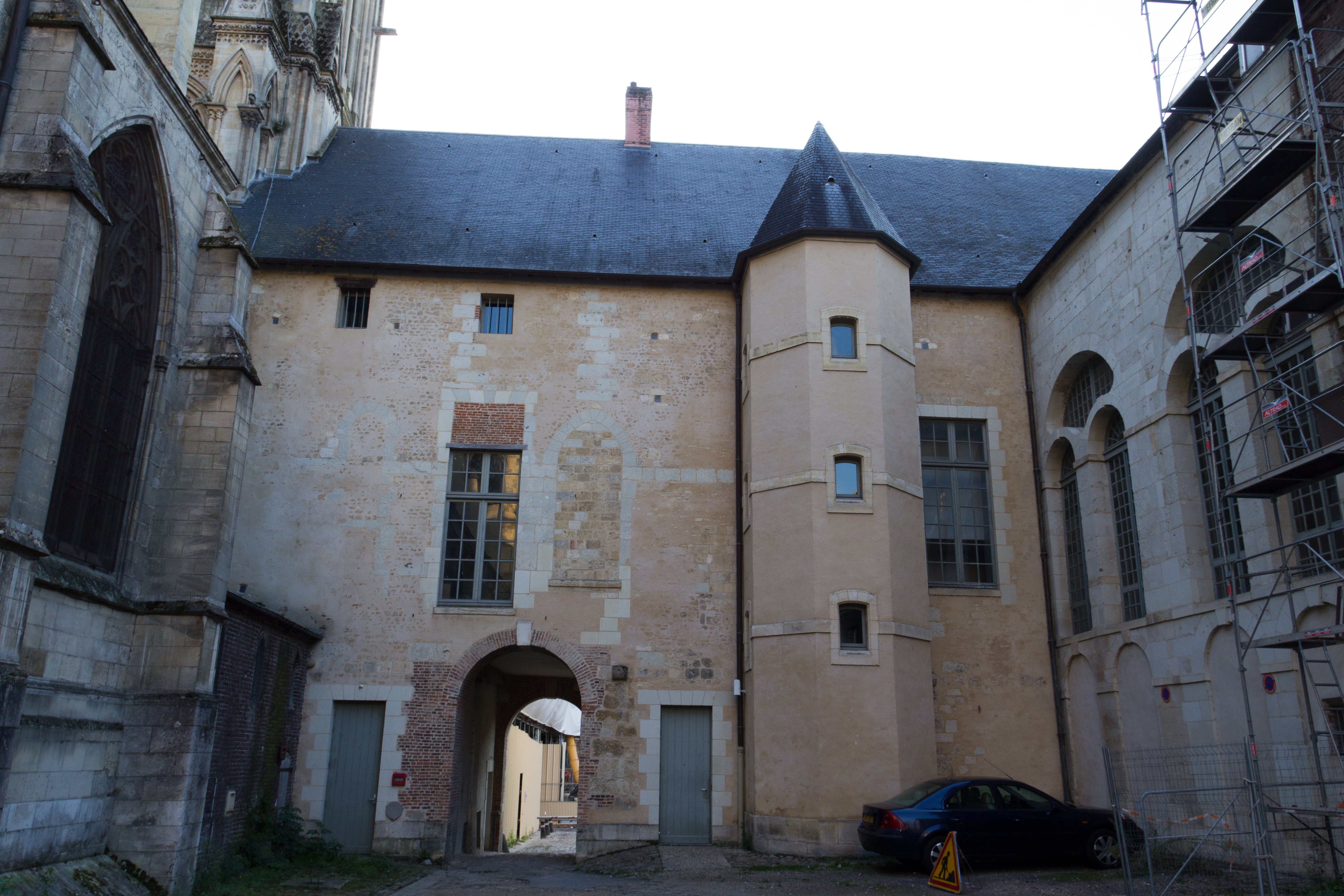
Mur est de l'aile de l'ancien palais épiscopal.
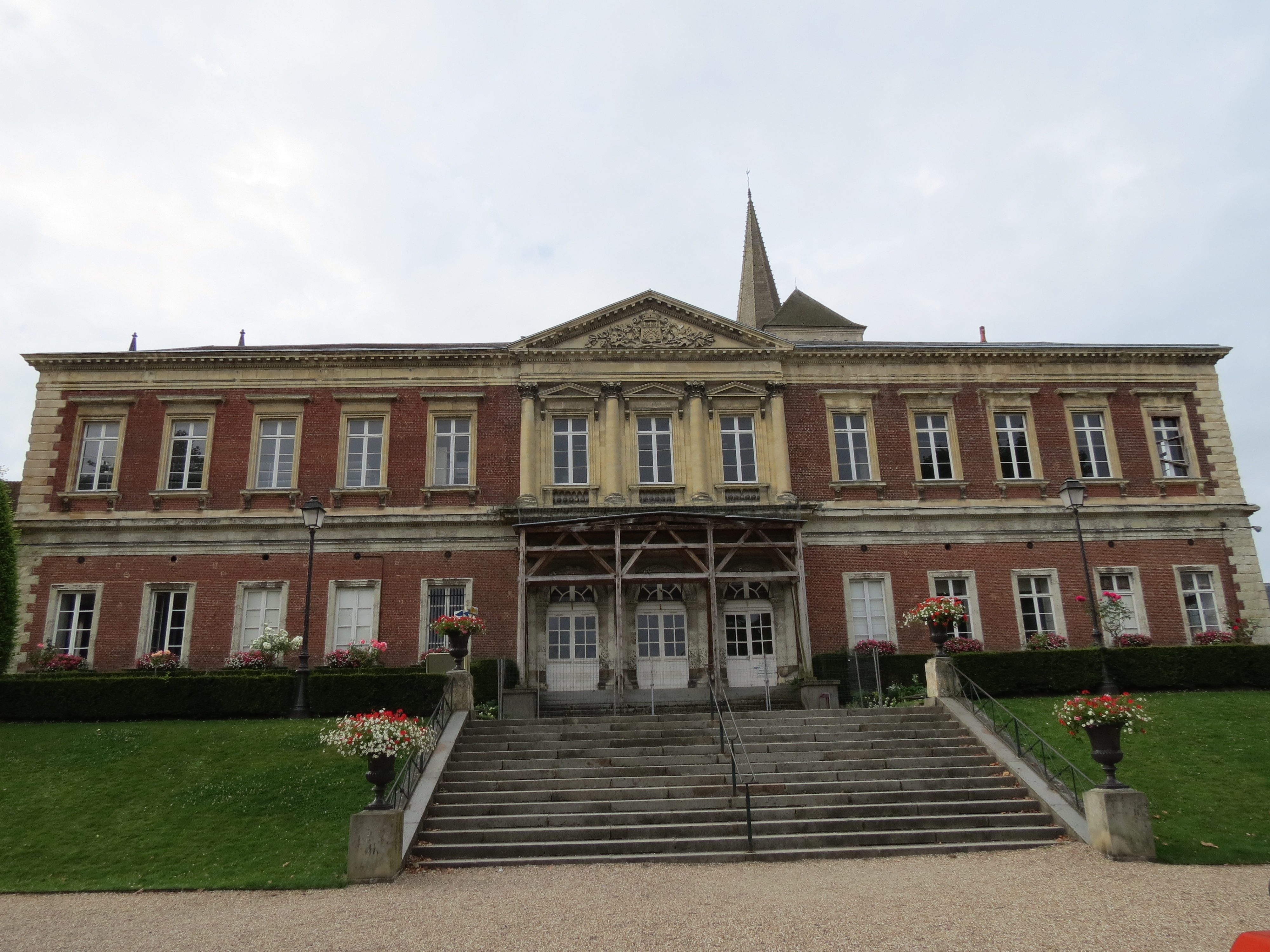
Façade sur le jardin public.
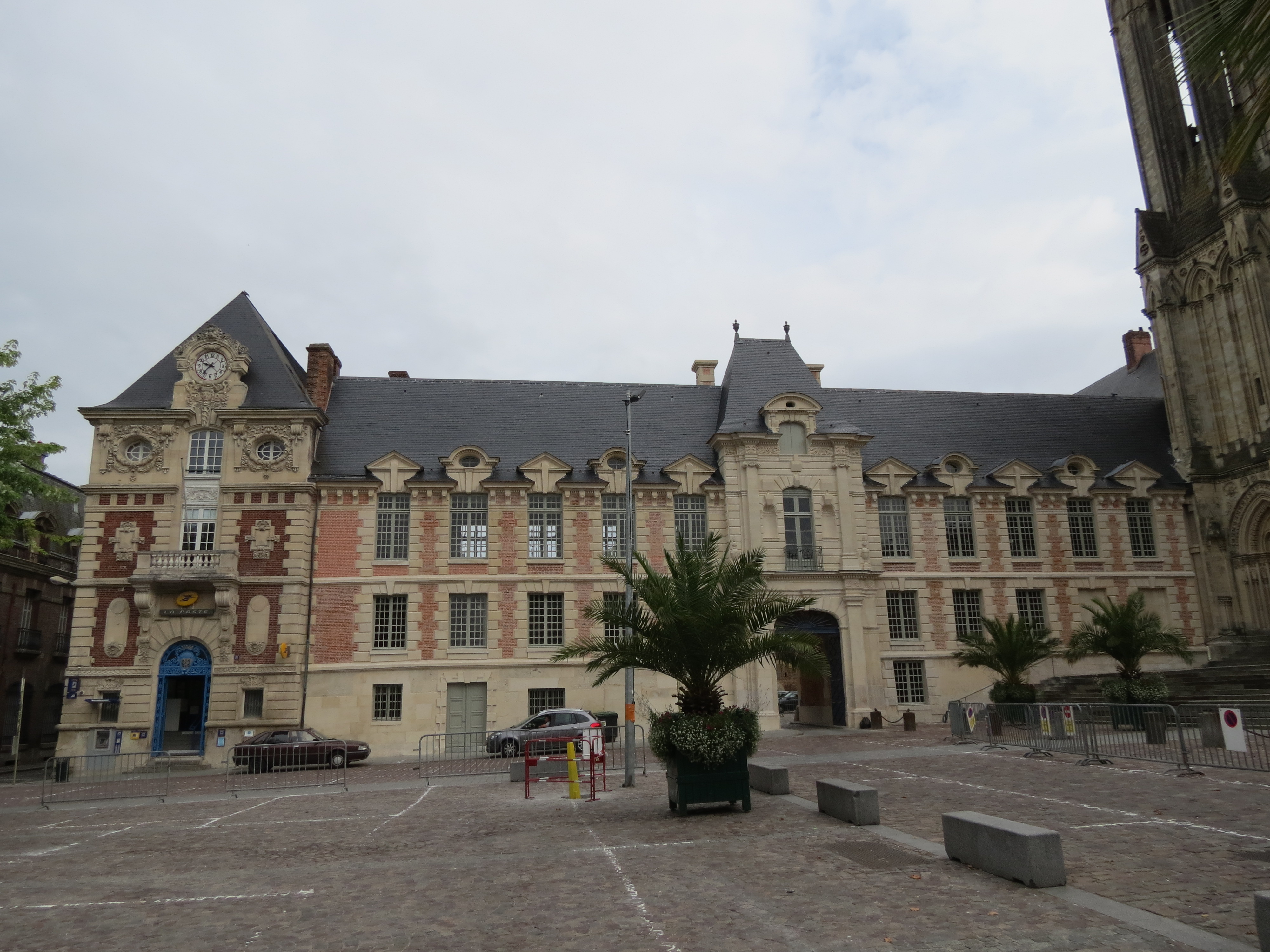
Façade sur la place François-Mitterrand.
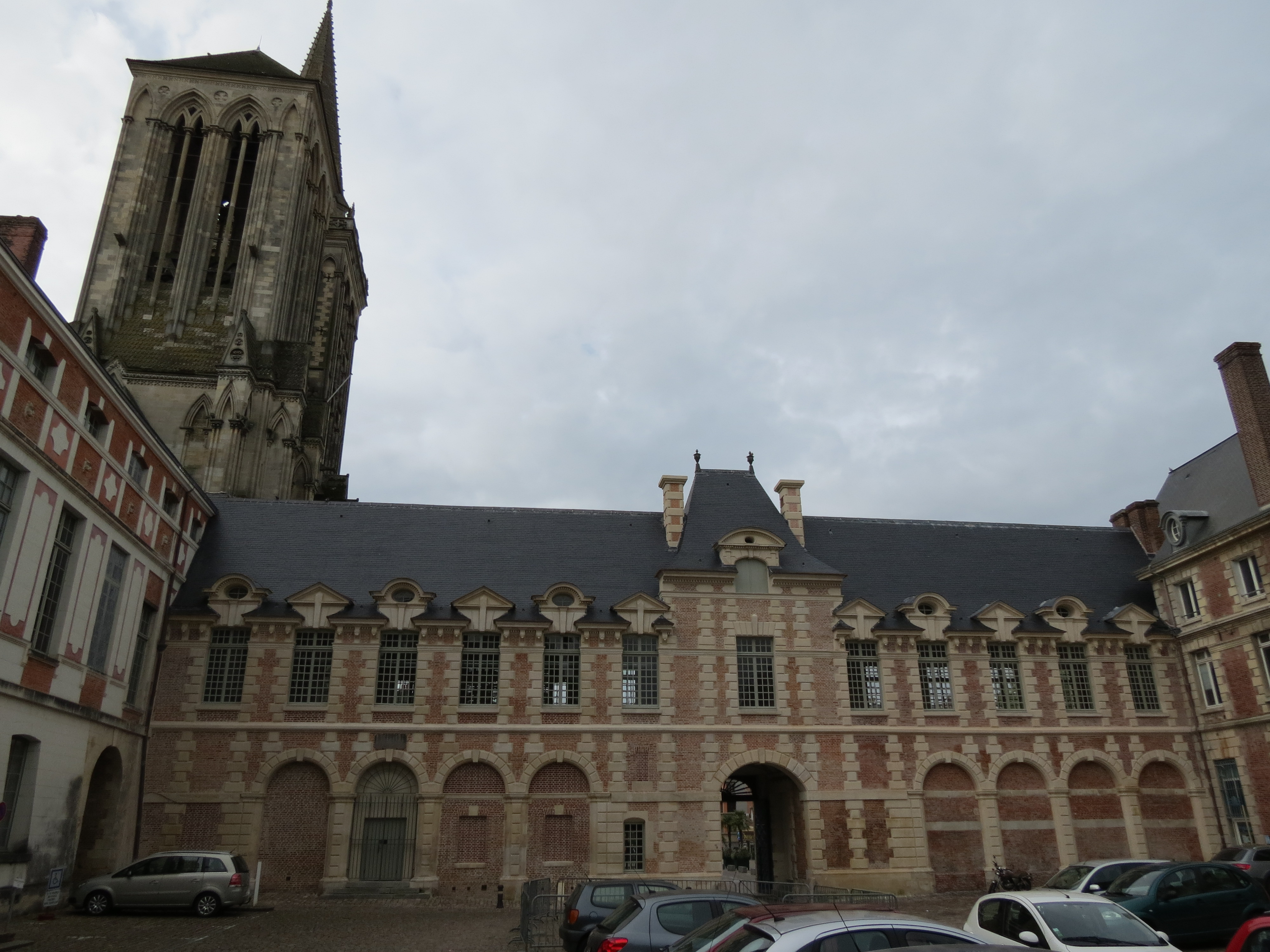
Façade Nord vue de la cour Matignon, à gauche les tours de la cathédrale Saint-Pierre.